# 弗里德里希·福禄贝尔
弗里德里希·威廉·奧古斯特·福祿貝爾（德語：Friedrich Wilhelm August Fröbel，德語發音：[ˈfʁiːdʁɪç ˈvɪlhɛlm ˈʔaʊɡʊst ˈfʁøːbl̩] ⓘ，1782年4月21日—1852年6月2日），德國教育家，被公認爲是19世紀歐洲最重要的幾個教育家之一，現代學前教育的鼻祖。他不僅創辦了第一所稱爲“幼稚園”的學前教育機構，他的教育思想迄今仍在主導著學前教育理論的基本方向。當時來說，能讓孩子上其教育課程者均爲有錢有權之父母。

## 生平

### 早期
1782年4月21日，福祿貝爾出生在圖林根森林中的一個村莊上魏斯巴赫（Oberweissbach），是兄妹5人中最年幼的一個。上魏斯巴赫幾世紀以來以草藥貿易聞名歐洲，幾個家族多年來控制了草藥商人穿越歐洲的貿易路綫。他的父親（死于1802年）是當地正統路德會的牧師。他任職的那座教堂今天還在，擁有歐洲所有教堂中最大的講壇，可容納12個人。1783年2月，福祿貝爾9個月時，他的母親病死，1785年父親再婚。

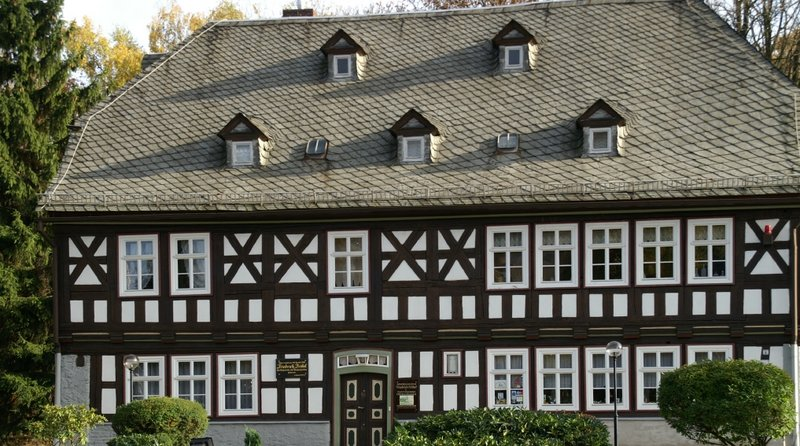
福祿貝爾出生的房屋

小福祿貝爾被繼母和忙于工作的父親所忽視，度過孤獨的童年。曾有一次，繼母把他關在地窖裏，不許吃晚飯，後來又忘記了放他出來。當她早晨開門時，對小福祿貝爾居然非常整潔，他的頭髮也梳過了，感到非常驚訝。她問他爲何關在地窖裏一夜還能如此整潔，他回答說，“當你把我關到地窖裏以後，我真正的母親來和我度過了這一夜。早晨她還梳理我的頭髮，平整我的衣服。”繼母被這個事件所震驚，便允許福祿貝爾去STadt-Ilm 他的舅舅家，他的舅舅也是一位路德會牧師。

1792年，10歲的福祿貝爾去小鎮Stadt-Ilm 與慈祥的舅舅同住，開始得到家庭的溫暖。此後4年中，他在當地的國民學校上學。1796年，他領受了堅振禮。15歲時，他不再繼續上學，成爲林務官學徒，培養他對大自然的熱愛。1799年10月，他進入耶拿大學哲學科學習數學和植物學，當時耶拿大學是德國重要的文化學術中心，費希特和謝林等大哲學家都在此講學。1年多以後（1801年），福祿貝爾因無力繳納學費而中途退學。1802年，他的父親去世。
此後幾年，福祿貝爾回到家鄉，從事過土地測量師助手、見習林務員、貴族農場會計等許多工作。
缺乏關愛（甚至被虐待）的童年生活，使福祿培爾成年後情緒多變，社會適應不良，做事虎頭蛇尾，叛逆而且霸道，人見人厭，有明顯的閱讀障礙，被認爲愚笨不可造就。多次更換工作後，幸虧得益于他對大自然的愛拯救了他。

### 開始教育生涯
1805年，23歲的福祿貝爾前往法蘭克福，準備深入研究建築學，將來成爲一名建築師。就在這一年，他偶然遇到法蘭克福模範學校的校長、著名瑞士教育家裴斯泰洛齊的弟子格呂納，進入這所學校擔任教師和校長助理，從此開始了他的教育生涯。這所學校是按照裴斯泰洛齊教育思想進行教育改革的一所實驗學校。在這裏，福祿貝爾接觸了裴斯泰洛齊的著作。當年8月，他就前往瑞士伊弗東學院，拜訪裴斯泰洛齊，在那裏考察了14天時間。
回到法蘭克福以後的第二年（1806年），福祿貝爾到霍爾茨豪森男爵家中擔任家庭教師，直到1811年。其間在1808年，他得以陪同男爵家的兩位少爺去瑞士伊弗東學院接受教育，爲期兩年。這一次福祿貝爾在伊弗東學院既學習又任教，在教育理論和實踐兩方面都受益匪淺。
1811年，29歲的福祿貝爾結束了家庭教師的工作，再次進入大學深造。他首先進入哥廷根大學，次年又轉入柏林大學，在此他對魏斯（C.S.Weiβ）教授的晶體學深感興趣，他相信從晶體發育中可以找到對自然和人類生活普遍規律的解釋。
1813年，受費希特的影響，福祿貝爾加入了抵抗拿破侖侵略的愛國運動，成爲呂佐志願步槍隊的一員。一年後戰爭結束，福祿貝爾退伍，在柏林大學礦物學博物館擔任助理。
1816年，福祿貝爾在施塔提爾姆的格裏斯海姆創辦了一所學校——德國普通教養院（Die Allgemeine Deutsche Erziehungsanstalt），第一批學生是6名男孩，其中3個是他自己的侄兒。1817年，福祿貝爾把這所學校遷到魯道爾施塔特的凱爾豪，4年前的戰友、在教育思想上志同道合的朋友米登多夫和朗格塔爾也來到凱爾豪幫助他辦學。當時正值施泰因（Karl von Stein）領導普魯士改革，倡導民主，因而凱爾豪學校受到歡迎，幾年內學生增加到50多人。1818年，36歲的福祿貝爾與霍夫邁斯特女士（W Hoffmeister）結婚。
在凱爾豪，福祿貝爾發表了一系列重要的教育著作，還創辦了《教育家庭》周刊。1826年，他的代表作《人的教育》出版。
在1820年代，根據1819年通過的卡爾斯巴德决議，普魯士開始限制國內的自由運動，凱爾豪學校也受到牽連，學校陷于崩潰。1831年，福祿貝爾流亡到瑞士。

### 創辦幼兒園
1836年，福祿貝爾回到家鄉圖林根，開始指導和幫助母親們教養幼兒，幷著手設計一套符合教育要求的遊戲材料。
1837年，年已55歲的福祿貝爾在凱爾豪附近的巴特布蘭肯堡創辦了一所“發展幼兒活動本能和自發活動的機構”兒童遊戲活動機構，招收3～7歲幼兒，幷運用自己在數學和建築學方面的專長，爲兒童設計了6套玩具，稱爲恩物（德語：Spielgabe；英語：Froebel Gifts），以球、立方體和圓柱體爲基本形態，供兒童觸摸、抓握。是上帝設計給幼兒玩的，是上帝恩賜的，所以被稱爲恩物。1840年，熱愛大自然的福祿貝爾爲這個機構創造了一個新詞——幼兒園（Kindergarten），這也是這個詞匯的來源：幼兒園如同花園，幼兒如同花草，教師猶如園丁，兒童的發展猶如植物的成長。同時，他在歐洲首先給了婦女專業位置——幼兒園教師。
1844年，布蘭肯堡幼兒園遷往馬林塔爾城堡。1848年歐洲革命以後，普魯士政府開始查禁國內自由因素。1851年，教育部下令取締幼兒園。福氏因此遭受重大打擊，後來由一位伯爵夫人繼續致力于這項推廣工作。1852年6月2日，70歲的福祿貝爾在馬林塔爾住宅的樓上安祥地去世，當時環繞在他身邊的人幾乎沒發覺他已經過世了。床頭懸挂著他最喜愛的拉斐爾的繪畫聖母和聖嬰。
因爲他在幼兒教育的發展，有極大的貢獻，被稱爲幼兒教育之父。

## 教育思想
福祿貝爾（1826）認爲，遊戲是兒童的內在本能，尤其是活動本能的自發表現，也是幼兒時期最純潔、最神聖的活動。活動本能日後將會逐漸發展成創造本能。
因而對兒童的教育，不應加以束縛、壓制，也不應拔苗助長，而是應當順應其本性，滿足其本能的需要，如同園丁順應植物的本性，給植物施以肥料，配合以合適的日照、溫度。如此，蘊含在人裏面的神性將得以在人性裏逐步被喚醒而體現出來。
根據上述觀點，福祿貝爾認爲，遊戲和手工作業應是幼兒時期最主要的活動，而知識的傳授只是附加的部分，穿插其中。幼兒園上課只需要用口語，不需要學習文字。而教師最主要的責任，是妥善地加以指導、設計各種游戲活動。
福祿貝爾相當重視手工材料和教具的準備，其中包括著名的恩物。他也重視環境的設置，主張幼兒園必須設置花壇、菜園、果園。

## 身後影響
福祿貝爾的教育思想與實踐對世界各國幼兒教育的發展影響深遠。19世紀末，在美國形成了福祿貝爾主義，影響遍及世界各國。福祿貝爾對幼兒教育的推廣和强調，今日已爲世界上大多數人所接受。他的教育思想，如重視游戲和兒童自主活動、重視手工作業和園藝等，迄今仍支配著學前教育理論。他所設計的系列玩具恩物仍在韓國、日本等國流行。
著名美國建築師法蘭克·勞埃德·萊特自認通過玩福祿貝爾的恩物，深受其影響。Norman Brosterman的發明幼兒園這本書揭示了福祿貝爾對萊特現代藝術的影響。
20世纪90年代后期，由台湾商人刘京华主导，多国投资建设的“福禄贝尔科幻乐园”在中国江苏省苏州市郊外的吴江区落成，该乐园以福禄贝尔为名，以表现遵循其人的教育理念。遗憾的是由于当时中国经济水平尚不高，福禄贝尔乐园的票价也非常昂贵，加之其所处位置远离市区，对于当时大多没有汽车的家庭，交通是最大的难处。乐园最终由于严重的亏损倒闭。

## 主要著作
- 《人的教育》（Die Menschenerziehung, die Erziehungs-, Unterrichts- und Lehrkunst，1826年）
- 《慈母曲及唱歌游戲集》（1843年）
- 《幼兒園教育學》（1861年）

## 外部鏈接
- 第一套恩物——“八色球” （页面存档备份，存于）
- 開創幼兒園的研究
- 關于福祿貝爾的信息 （页面存档备份，存于）
- 福祿貝爾網站 （页面存档备份，存于）
- 福祿貝爾網 （页面存档备份，存于）
- 在綫購買恩物[永久]
- 福祿貝爾(1782-1852)和福祿貝爾運動
- 關于福祿貝爾 （页面存档备份，存于）
- 關于安大略省米西索加的福祿貝爾教育中心的信息 （页面存档备份，存于）